# Мейриньяш
Мейриньяш (порт. Meirinhas) — район (фрегезия) в Португалии, входит в округ Лейрия. Является составной частью муниципалитета Помбал. По старому административному делению входил в провинцию Бейра-Литорал. Входит в экономико-статистический субрегион Пиньял-Литорал, который входит в Центральный регион. Население составляет 1732 человека на 2001 год. Занимает площадь 9,04 км².
Покровителем района считается Сан-Франсишку (порт. São Francisco).